# 麥道DC-9
麥道DC-9（初名道格拉斯DC-9）是道格拉斯公司在1960年代研發出來的雙渦輪引擎民航機，是為了與波音727抗衡而製造的，短航程、單層、單走道，並成為公司銷售明星，售出數百架。其最大的特點就是後掛式双渦輪風扇发动机以及T型尾翼（俗称“T尾”）的佈局。
此型飛機是致命事故间隔为106.9万小时，為竞争对手波音727的一半，損失一百多架，属事故率较高的机型，但在那個年代也還算可靠。后经大幅改良，並成为MD-80及MD-90等系列的前身，最后版本原名MD-95，被波音收购后更名为波音717。
中国最新的支线飞机亦使用了其后续产品MD-80/90系列的机身模具，是中國當初與麥道合作的結果；当时上海试图与麦道公司合作生产MD-80/90，并已为其生产尾翼部件，后试图进一步为其生产机身并引进机身夹具，但因麦道终被波音兼并而未能实现；目前ARJ-21很多部分已經由中國自行生產，仅尾翼、机身加压舱外壳为麦道原廠设计的续造，其它尚未从麦道引进的部分，从机翼到动力至航电均为与麦道合作中断后另行开发的成果，如机翼是与安东诺夫设计局合作全新研制的配有翼尖小帆的超临界机翼；整体上和DC系列仅是布局和外观相似。

## 種類

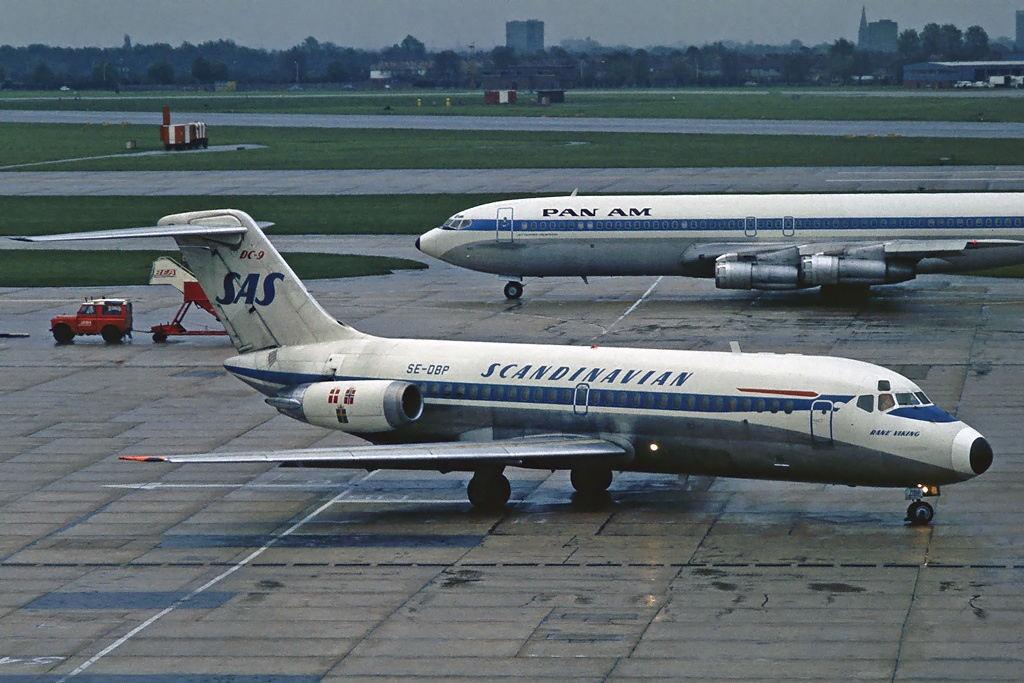
北歐航空的DC-9-21在倫敦希斯路機場（1973）

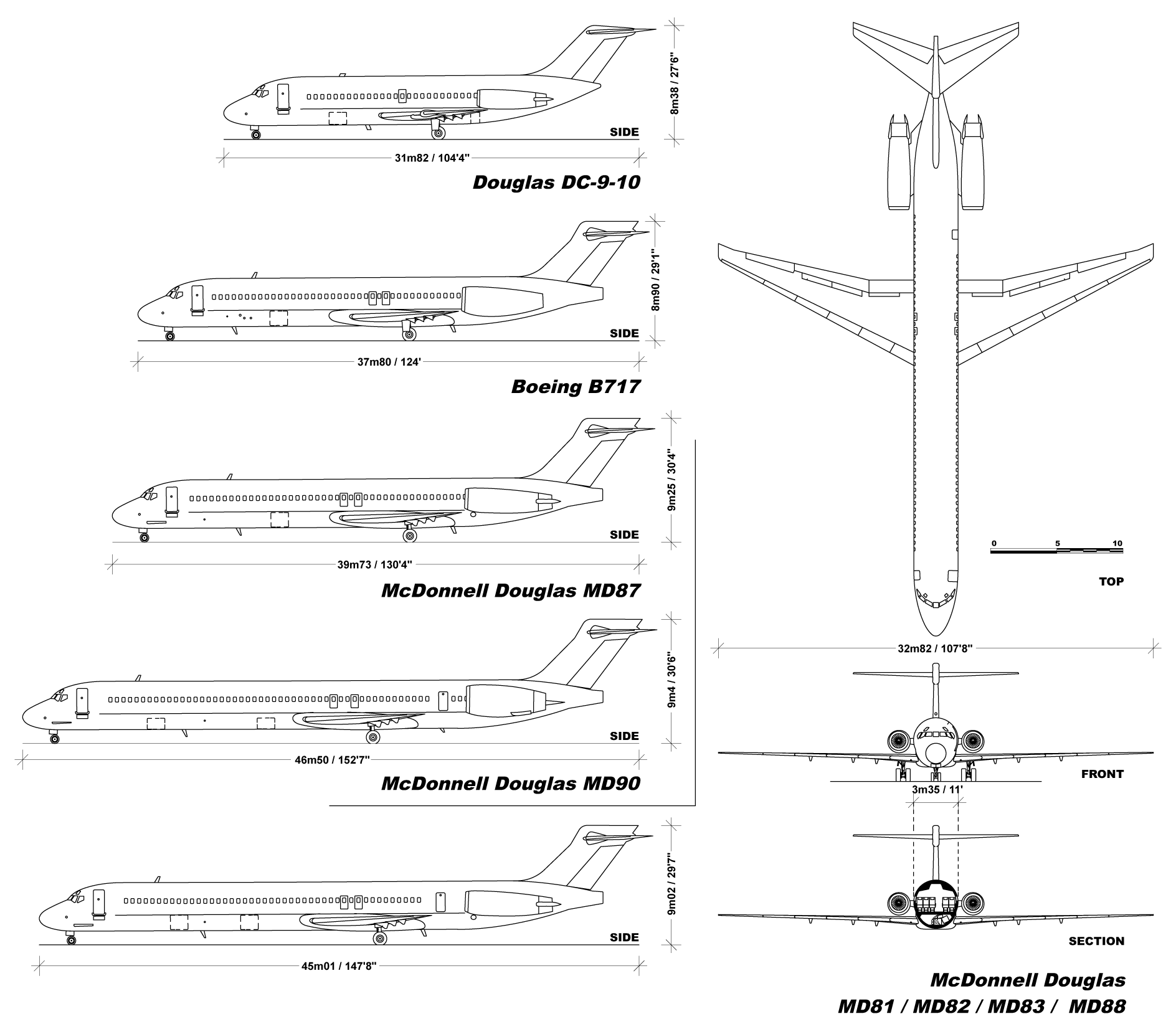
除ARJ以外的DC-9、MD-80與90系列的家族

### DC-9-10
基礎型，長104.4英尺（31.8公尺），最重82,000磅（37,000公斤），最大航程2,340公里。因為航程短，载客量少，只售出137架，可搭乘90人，1965年2月首航。

### DC-9-20
DC-9-10的改良形，採用-10的骨架以及-30的引擎。但總產量只有10架。最大航程3,430公里，可搭乘90人。

### DC-9-30
DC-9-10型加長4.54米，是DC-9系列的生產最多的形號，總產量達到662架。最大航程3,095公里，可搭乘115人。

### DC-9-40
除了引擎與骨架外，設計和30型相同，較30型長1.88米，選用更有力的引擎，總產量有71架。最大航程2,880公里，可搭乘125人，1967年11月首航。

### DC-9-50
是DC-9系列的最大型，在40型基礎上加長2.44米，總產量有96架。最大航程3,325公里，可搭乘139人，1975年8月14日首航。

### DC-9-81
即MD-81。

### DC-9-82
即MD-82。

### DC-9-83
即MD-83。

## 意外
1969年3月16日，委內瑞拉國際航空742號班機空難起飛不久墜毀於馬拉開波，造成155人死亡。
1969年9月9日，亞利根尼航空853號班機空難是亞利根尼航空一班的來回愛德華·勞倫斯·洛根將軍國際機場至蘭伯特-聖路易斯國際機場定期航班，與Piper PA-28 Cherokee相撞，造成78名乘客死亡。
1970年5月2日，荷蘭安的列斯航空980號班機是一班計劃由紐約的約翰·甘迺迪國際機場起飛，從荷屬安的列斯的茱莉安娜公主國際機場（今屬荷屬聖馬丁）降落的班機。該班機幾次降落未果，由於燃油用盡被迫在加勒比海上降落。該次事故導致23人死亡，40人受傷。
1971年6月6日，休斯西部航空706號班機和一架美國海軍陸戰隊F-4B幽靈II在聖蓋博山上空空中相撞。在相撞中唯一倖存的是在幽靈戰鬥機上的一名雷達攔截員，他成功在相撞前由座椅上射出但是機長卻不能由座椅上射出。事件中共有50人罹難。出事原因為F-4戰機誤闖706班機的航線，加上F-4戰機上2位駕駛可能專注儀表、DC-9的設計阻擋機師視線，以及當時軍機不受民航空管系統管理，和空管使用的雷達系統落後而無法偵測F-4闖入航線引致兩機無法避開相撞。
1972年1月26日，南斯拉夫航空367號班機從斯德哥爾摩飛往貝爾格勒時在飛越東德的Hermsdorf歸航台（位於現在的塞布尼茨Hinterhermsdorf或其附近）不久後爆炸。飛機上28人中有27人在地面撞擊中死亡，只有一名空乘維斯娜·烏洛維奇生還。
1973年7月31日，達美航空723號班機在霧中向洛根機場儀錶著陸時降至下滑道以下，撞上攔水壩後墜毀，機上89人死亡。
1976年9月10日：札格雷布空難。
1977年4月4日，南方航空242號班機從亨茨維爾前往亞特蘭大。途中因誤信氣象雷達飛入一片強烈雷雨區並被大冰雹擊中。機師因在冰雹環境下錯誤加大馬力，令DC-9-31的兩具引擎熄火而飛機決定迫降在新霍普鎮的一條公路。但飛機撞到一個加油站並發生爆炸，機上62人和地上8人罹難；其後機上和地上各1人因空難後嚴重受傷而去世。
1978年6月26日，加拿大航空189號航班在多倫多國際機場起飛過程中衝出跑道並解體，事故導致機上兩名乘客死亡。隨後的調查發現有多種原因導致了本次事故。首先是應該對飛機起落架所使用的輪胎進行更為嚴格的檢查。其次，機長Reginald W. Stewart在收到警告4秒種後才決定放棄起飛程序，更果斷的操作將避免事故的發生。調查組還對飛行員的緊急剎車的訓練水平提出了批評。而那個位於跑道盡頭的溪谷Etobicoke Creek也備受爭議。有人強烈建議將該小溪谷填平以減低類似風險，但一直沒有人跟進。結果，27年後的8月2日，法國航空358號班機在同一條溪谷失事。

1980年6月27日，意大維亞航空870號班機被在義大利烏斯蒂卡島外的第勒尼安海墜毀，其原因被推測為是被飛彈擊落或是安置在機上的炸彈引爆。
1983年6月2日，加拿大航空797號班機的洗手間發生大火。機組人員決定在辛辛那提迫降，但飛機在跑道上打開艙門時捲入一片閃燃，23人罹難。起火源頭因受大火嚴重破壞而無法找到。
1986年8月31日，墨西哥國際航空498號班機即將降落洛杉磯國際機場時失事墜毀，全機64人死亡，並波及地面15人。飛機出事原因是跟另一架小型私人飛機發生相撞，該小型飛機上3人亦全部罹難。此空難驅使了空中防撞系統的發明。
1987年11月15日，在暴風雪天氣下，美國大陸航空1713號班機在丹佛斯特普爾頓機場起飛後不久失控反轉墜毀，機上77人中，28人身亡。在最終報告中，調查人員指出，機長在過長等待起飛時並沒有再進行除冰令機翼受冰污染以及經驗不足副機長在起飛時把機首拉太高，最終失速墜毀。
1990年11月14日, 義大利航空404號班機在蘇黎世機場進近時墜毀於魏阿赫地區的樹林中，機上46人全部遇難。調查團隊的調查結論認為，一個短路導致飛機的導航接收器故障，它錯誤地顯示飛機高於它的實際位置大約1000英呎。副機長的儀表著陸系統接收機正常工作並顯示出飛機的進近線路太低。在沒有徹底審查副機長的數據是否正確的情況下，機長決定忽略副機長的儀表數據，並終止了副機長的複飛嘗試。最終墜機。瑞士當局也將事故原因歸咎於Stadlerberg山缺乏照明和飛機使用的鼓形機載高度計。
1990年12月3日，西北航空1482號班機和西北航空299號班機在美國密西根州的底特律都會韋恩郡機場發生對撞。1482號班機是道格拉斯DC-9-14，299號班機是波音727-200Adv。 原因是因為1482號班機滑到錯誤的跑道，而當時正好299號班機正要在該跑道起飛，加上當時濃霧影響，導致299號班機沒有辦法及時反應而撞上1482號班機。此事故導致1482號班機上40人有8人死亡，10人受傷，而299號班機機上146人全數生還。

1994年7月2日，全美航空1016號班機準備降落夏洛特機場時遭微暴流墜毀，機上52人中只有20人生還。
1996年5月11日，瓦盧傑航空592號班機自邁阿密起飛後10分鐘，未妥善包裝的廢棄飛機用氧氣製造機被意外觸發，高溫引發貨艙內火災，並迅速蔓延至客艙。在機師企圖將飛機飛回邁阿密途中，火災產生的毒氣令機師失去知覺，造成飛機墜毀在佛羅里達大沼澤地。機上110人全數罹難。
1997年10月10日，阿根廷南方航空2553號班機墜毀於新柏林（Nuevo Berlín），造成74名乘客死亡。
1998年2月2日，宿務太平洋航空387號班機於東米薩米斯Sumagaya山墜毀，機上有104名乘客遇難。

## 性能
|                   | DC-9-10                     | DC-9-21                     | DC-9-30                   | DC-9-40                   | DC-9-50                     |
| 座位數 （單艙等） | 90                          | 90                          | 115                       | 125                       | 135                         |
| 最大起飛重量      | 90,700磅 （41,100公斤）     | 98,000磅 （44,500公斤）     | 110,000磅 （49,900公斤）  | 114,000磅 （51,700公斤）  | 121,000磅 （54,900公斤）    |
| 最大航程          | 1,265海里 （2,340公里）       | 1,850海里 （3,430公里）       | 1,635海 （3,030公里）     | 1,685海里 （3,120公里）     | 1,635海 （3,030公里）       |
| 巡航速度          | 561里／小時 （903公里／小時） | 557里／小時 （896公里／小時） | 570 mph （917公里／小時） | 570 mph （917公里／小時） | 558里／小時 （898公里／小時） |
| 機身長            | 104呎5吋（31.82米）         | 104呎5吋（31.82米）         | 119呎4吋（36.37米）       | 125呎7吋（38.28米）       | 133呎7吋（40.72米）         |
| 翼展              | 89呎5吋（27.25米）          | 93呎5吋（28.47米）          | 93呎5吋（28.47米）        | 93呎5吋（28.47米）        | 93呎5吋（28.47米）          |
| 尾翼高度          | 27呎5吋（8.38米）           | 27呎5吋（8.38米）           | 27呎5吋（8.38米）         | 27呎5吋（8.38米）         | 27呎5吋（8.38米）           |
| 發動機（2具）     | 普惠JT8D-5                  | 普惠JT8D-9                  | 普惠JT8D-15               | 普惠JT8D-15               | 普惠JT8D-17                 |
| 發動機推力        | 14,000磅（62,275牛頓）      | 15,000磅（66,723牛頓）      | 15,500磅（68,947牛頓）    | 15,500磅（68,947牛頓）    | 16,000磅（71,172牛頓）      |